# 达罗哈
达罗哈（旁遮普語: ਦੋਰਾਹਾ, Doraha），是印度旁遮普邦Ludhiana县的一个城镇。总人口18975（2001年）。

## 人口
该地2001年总人口18975人，其中男性10592人，女性8383人；0—6岁人口2293人，其中男1305人，女988人；识字率70.62%，其中男性为73.98%，女性为66.37%。